# Masa tăcerii (cântec)
- Acest articol se referă la melodia compusă de Alexandru Mandy.  Pentru sculptura monumentală a lui Constantin Brâncuși, vedeți articolul Masa Tăcerii .

Masa tăcerii este un cântec scris și compus de compozitorul Alexandru Mandy, parte a Tripticului Brâncuși, pe care compozitorul l-a scris după numele sculpturile monumentale omonime ale marelui sculptor român Constantin Brâncuși.  Celelalte două sunt "Poarta sărutului" și "Coloana fără sfârșit".
Artistul și cântărețul Sergiu Cioiu a fost cel care a interpretat și înregistrat cântecele din Tripticul Brâncuși, alături de alte cântece ale lui Alexandru Mandy, așa cum sunt "Cântecul vântului", "Glasul tău", "Venise vremea" și "Cred" . 